# Cerkiew św. Włodzimierza i Olgi w Miastku
Cerkiew św. Włodzimierza i Olgi w Miastku – cerkiew greckokatolicka w Miastku, w województwie pomorskim. Mieści się przy ulicy Rybackiej. 
Jest to trójkondygnacyjny budynek mieszkalny wybudowany w 1905 w stylu secesyjnym. W latach 1985–1987 kamienica została zaadaptowana na cerkiew.
Cerkiew jest siedzibą Centrum Kultury Ukraińskiej. Można w nim oglądać wystawę fotografii i dokumentów przedstawiających powojenne losy ludności pochodzenia ukraińskiego.
Parafia greckokatolicka w Miastku istnieje od 1985 roku. Należy do eparchii wrocławsko-koszalińskiej